# Parapleminia marginifer
Parapleminia marginifer är en insektsart som först beskrevs av Walker, F. 1870.  Parapleminia marginifer ingår i släktet Parapleminia och familjen vårtbitare. Inga underarter finns listade i Catalogue of Life.